# Élections municipales de 2020 à Saint-Denis (Seine-Saint-Denis)
Pour les articles homonymes, voir Élections municipales de 2020 à Saint-Denis.
Pour un article plus général, voir Élections municipales de 2020 dans la Seine-Saint-Denis.
Les élections municipales de 2020 à Saint-Denis visent à procéder au renouvellement du conseil municipal et du conseil métropolitain. Le premier tour a lieu le 15 mars 2020. Le second tour, initialement prévu le 22 mars suivant, est reporté au 28 juin en raison de la pandémie de Covid-19.

## Mode de scrutin
Le mode de scrutin à Saint-Denis est celui des villes de plus de 1 000 habitants : la liste arrivée en tête obtient la moitié des 55 sièges du conseil municipal. Le reste est réparti à la proportionnelle entre toutes les listes ayant obtenu au moins 5 % des suffrages exprimés. Un deuxième tour est organisé si aucune liste n'atteint la majorité absolue et au moins 25 % des inscrits au premier tour. Seules les listes ayant obtenu aux moins 10 % des suffrages exprimés peuvent s'y présenter. Les listes ayant obtenu au moins 5 % des suffrages exprimés peuvent fusionner avec une liste présente au second tour.

## Candidats

### Premier tour

#### Majorité municipale
Le maire PCF sortant, Laurent Russier, est candidat pour un deuxième mandat. Russier est soutenu par Europe Écologie Les Verts, le Parti radical de gauche, la Gauche républicaine et socialiste et Place publique.
Bally Bagayoko, maire adjoint, est tête de liste de La France insoumise.

#### Parti socialiste
Défait par le communiste Stéphane Peu lors des législatives en 2017, l'ancien député PS Mathieu Hanotin est candidat pour la seconde fois, au titre de son mouvement Notre Saint-Denis avec l'investiture du Parti socialiste. Sa campagne est notamment centrée sur le thème de la propreté. Hanotin est également soutenu par Génération.s et le Parti animaliste.

#### La République en marche
Alexandre Aïdara, énarque d'origine sénégalaise, est le candidat investi par la majorité présidentielle. Il est soutenu par le Mouvement démocrate, le Mouvement radical et l'Union des démocrates et indépendants.

#### Union des démocrates et indépendants
Houari Guermat, candidat de l'Union des démocrates et indépendants et de l'Union pour un mouvement populaire en 2014, est de nouveau candidat en 2020. Il n'est pas soutenu par son parti, qui lui préfère le candidat de La République en marche.

### Second tour
Arrivé troisième avec 18 % des voix, Bally Bagayoko n'arrive pas à trouver un terrain d'entente avec le maire sortant et se retire. La liste de Laurent Russier (24 %) et celle de Mathieu Hanotin (35 %) se retrouvent seules en lice.

## Résultats
- Maire sortant : Laurent Russier PCF (majorité FG-EELV-MRC)

|                                                          |                          |                          |              |              |             |             |        |        |  |
| Tête de liste                                            | Tête de liste            | Liste                    | Premier tour | Premier tour | Second tour | Second tour | Sièges | Sièges |  |
| Tête de liste                                            | Tête de liste            | Liste                    | Voix         | %            | Voix        | %           | CM     | CC     |  |
|                                                          | Mathieu Hanotin          | PS-G·s-PA                | 4 830        | 35,32        | 8 604       | 59,04       | 44     | 2      |  |
| Notre Saint-Denis, pour une ville équilibrée             |                          |                          | 4 830        | 35,32        | 8 604       | 59,04       | 44     | 2      |  |
|                                                          | Laurent Russier          | PCF-EÉLV-PRG-GRS-PP      | 3 282        | 24,00        | 5 969       | 40,96       | 11     | 1      |  |
| Vivons Saint-Denis en grand                              |                          |                          | 3 282        | 24,00        | 5 969       | 40,96       | 11     | 1      |  |
|                                                          | Bally Bagayoko           | LFI                      | 2 468        | 18,05        | Retrait     | Retrait     | 0      | 0      |  |
| Saint-Denis en commun                                    |                          |                          | 2 468        | 18,05        | Retrait     | Retrait     | 0      | 0      |  |
|                                                          | Alexandre Aïdara         | LREM-MR-MoDem-UDI        | 1 340        | 9,80         |             |             |        |        |  |
| Changeons Saint-Denis !                                  |                          |                          | 1 340        | 9,80         |             |             |        |        |  |
|                                                          | Houari Guermat           | UDI diss.                | 609          | 4,45         |             |             |        |        |  |
| Saint-Denis autrement                                    |                          |                          | 609          | 4,45         |             |             |        |        |  |
|                                                          | Fetta Mellas             |                          | 363          | 2,65         |             |             |        |        |  |
| Saint-Denis éco citoyenne                                |                          |                          | 363          | 2,65         |             |             |        |        |  |
|                                                          | Georges Sali             | PSG                      | 315          | 2,30         |             |             |        |        |  |
| Décidons le changement                                   |                          |                          | 315          | 2,30         |             |             |        |        |  |
|                                                          | Cathy Billard            | NPA                      | 277          | 2,03         |             |             |        |        |  |
| Saint-Denis anticapitaliste                              |                          |                          | 277          | 2,03         |             |             |        |        |  |
|                                                          | Philippe Julien          | LO                       | 191          | 1,40         |             |             |        |        |  |
| Lutte ouvrière — Faire entendre le camp des travailleurs |                          |                          | 191          | 1,40         |             |             |        |        |  |
|                                                          |                          |                          |              |              |             |             |        |        |  |
| Votes valides                                            | Votes valides            | Votes valides            | 13 675       | 98,67        | 14 573      | 96,08       |        |        |  |
| Votes blancs                                             | Votes blancs             | Votes blancs             | 262          | 0,56         | 371         | 2,45        |        |        |  |
| Votes nuls                                               | Votes nuls               | Votes nuls               | 358          | 0,77         | 224         | 1,48        |        |        |  |
| Total                                                    | Total                    | Total                    | 14 295       | 100          | 15 168      | 100         | 55     | 3      |  |
| Abstention                                               | Abstention               | Abstention               | 32 132       | 69,21        | 31 472      | 67,48       |        |        |  |
| Inscrits / participation                                 | Inscrits / participation | Inscrits / participation | 46 427       | 30,79        | 46 640      | 32,52       |        |        |  |